# Tiếng Lak
Tiếng Lak (лакку маз, lakːu maz) là một ngôn ngữ riêng thuộc hệ Đông Bắc Kavkaz. Đây là ngôn ngữ được sử dụng bởi khoảng 157.000 người Lak, một dân tộc sống ở cộng hòa tự trị Dagestan của Nga (là một trong sáu ngôn ngữ tiêu chuẩn hoá ở khu vực này).

## Lịch sử

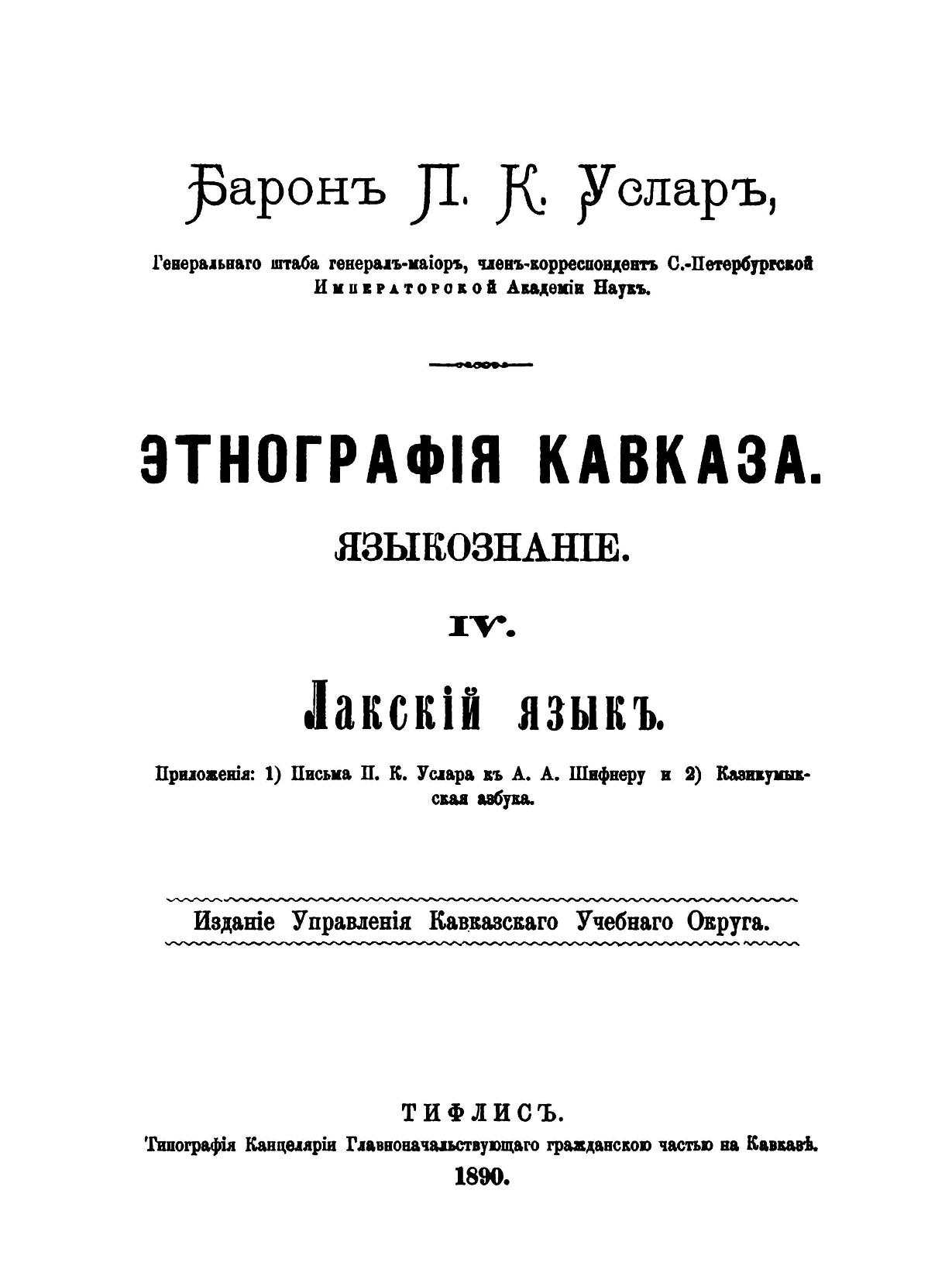
Trang bìa của sách ngữ pháp tiếng Lak được đặt tên là "Лакскiй языкъ" hoặc Tiếng Lak do P. K. Uslar biên soạn vào năm 1890

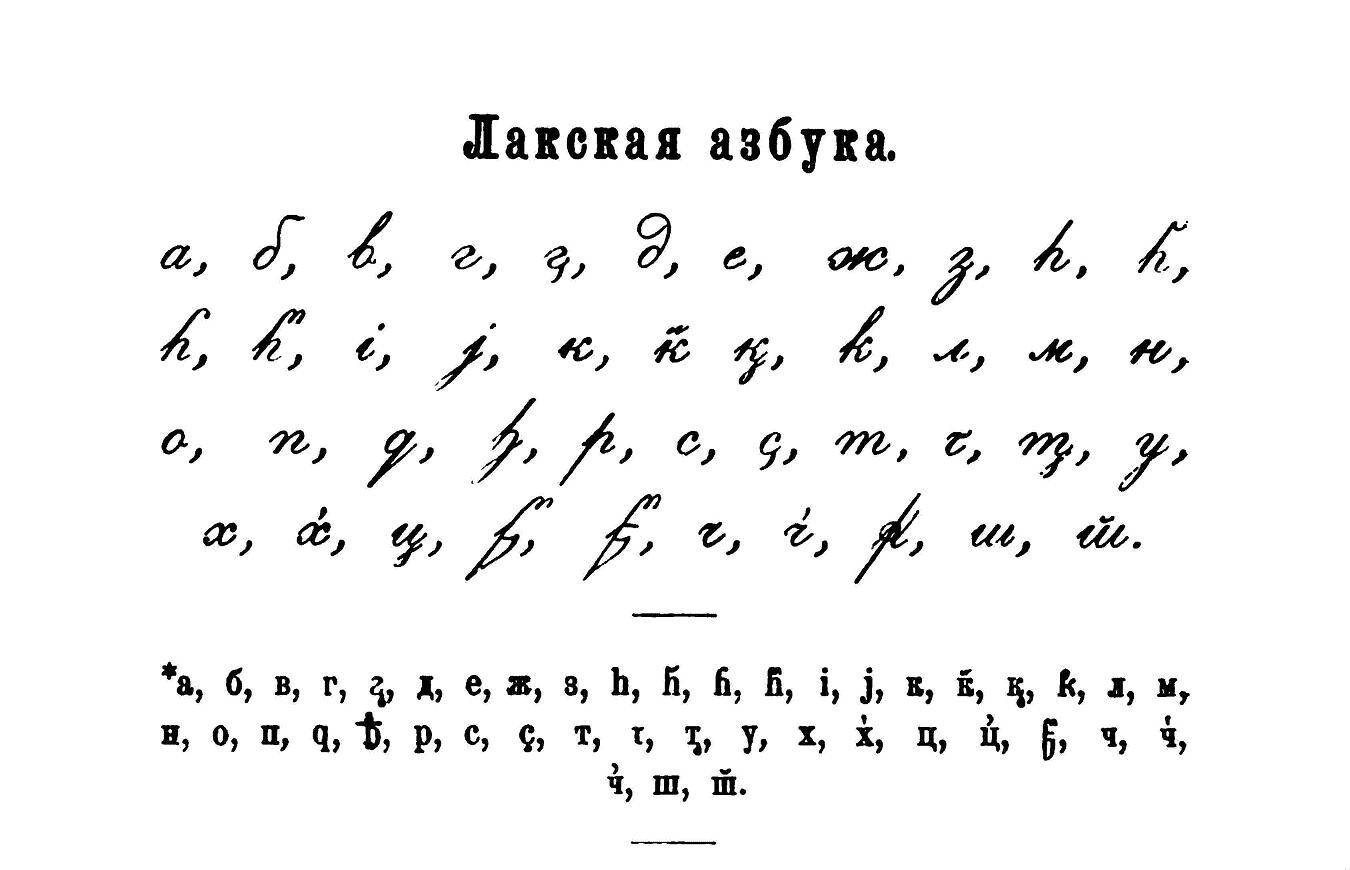
"Лакская азбука" hoặc Bảng chữ cái Lak. Nhiều người gọi ngôn ngữ này là "Bak Tak" từ Ngữ pháp tiếng Lak của Peter Uslar.

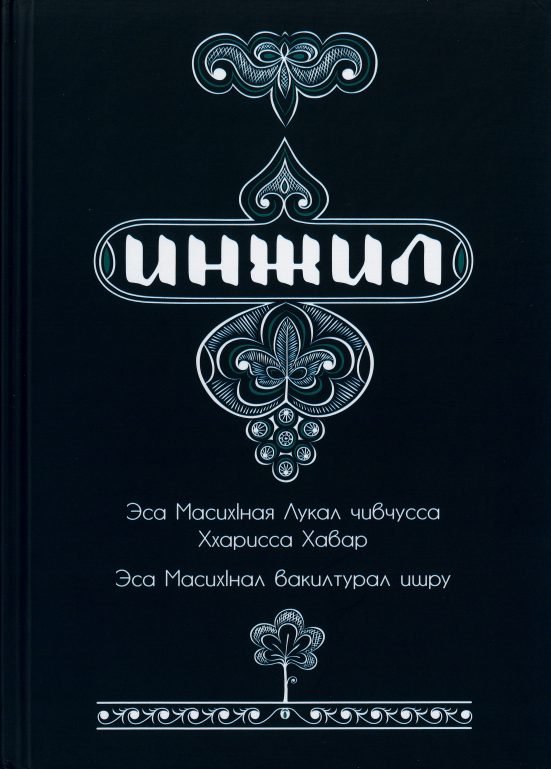
Phúc Âm Luca và Sách Công vụ Tông đồ bằng tiếng Lak, 2019

Năm 1864, nhà dân tộc học và ngôn ngữ học người Nga P. K. Uslar đã viết: "Ngữ pháp tiếng Kazikumukh hoặc như tôi đã gọi tắt bằng ngôn ngữ mẹ đẻ, ngữ pháp tiếng Lak, Lakku maz, tiếng Lak, đã được sẵn sàng".
Tiếng Lak đã trải qua nhiều thế kỉ thông qua một lượng từ mượn tiếng Ả Rập, tiếng Thổ Nhĩ Kỳ, tiếng Ba Tư, và tiếng Nga. Khi Dagestan là một đơn vị hành chính thuộc Liên Xô và sau đó là Nga, phần lớn là mượn từ tiếng Nga (đặc biệt là từ vựng chính trị và kỹ thuật). Có một đài báo chí và phát thanh bằng ngôn ngữ này.
Theo Hiến pháp Cộng hòa Dagestan năm 1994, tiếng Lak được đặt như một ngôn ngữ nhà nước cùng với tiếng Nga và một số ngôn ngữ khác nói ở Dagestan (khoảng 20 ngôn ngữ địa phương không được viết và không có địa vị chính thức). Tiếng Lak được dùng làm công cụ giảng dạy tại các trường tiểu học và làm môn học tại các trường trung học, dạy nghề và đại học. Có một báo chí bằng ngôn ngữ này, "Ilchi".
Tiếng Lak tiêu chuẩn dựa trên phương ngữ tại thành phố Kumukh (không nhầm lẫn với dân tộc Kumyk). Ngôn ngữ này có các phương ngữ sau: Kumukh, Vitskhi, Arakul, Balkhar, Shadni, Shalib, Vikhli, Kuli, và Kaya.
Ban đầu từ vựng được cho là gần giống với tiếng Dargin và hai ngôn ngữ này thường được kết hợp trong một nhóm con Lak–Dargin của các ngôn ngữ Dagestan. Tuy nhiên, việc nghiên cứu sâu hơn đã khiến các nhà ngôn ngữ học kết luận sự liên kết này là không đủ.

## Ngữ âm

### Phụ âm
|          |               | Môi        | Răng | Sau lợi | Sau lợi | Ngạc mềm | Ngạc mềm | Tiểu thiệt | Tiểu thiệt | Yết hầu | Thanh hầu |
| thường   | môi hóa       | Môi        | Răng | thường  | môi hóa | thường   | môi hóa  |            |            | Yết hầu | Thanh hầu |
| -------- | ------------- | ---------- | ---- | ------- | ------- | -------- | -------- | ---------- | ---------- | ------- | --------- |
| Mũi      | Mũi           | m          | n    |         |         |          |          |            |            |         |           |
| Tắc      | hữu thanh     | b          | d    |         |         | ɡ        | ɡʷ1      |            |            | ʡ2      |           |
| Tắc      | lơi vô thanh  | p          | t    |         |         | k        | kʷ1      | q          | qʷ1        |         | ʔ3        |
| Tắc      | căng vô thanh | pː         | tː   |         |         | kː       | kːʷ1     | qː         | qːʷ1       |         |           |
| Tắc      | phụt          | pʼ         | tʼ   |         |         | kʼ       | kʷʼ1     | qʼ         | qʷʼ1       |         |           |
| Tắc-xát  | lơi vô thanh  |            | t͡s   | t͡ʃ      | t͡ʃʷ1    |          |          |            |            |         |           |
| Tắc-xát  | căng vô thanh |            | t͡sː  | t͡ʃː     | t͡ʃːʷ1   |          |          |            |            |         |           |
| Tắc-xát  | phụt          |            | t͡sʼ  | t͡ʃʼ     | t͡ʃʷʼ1   |          |          |            |            |         |           |
| Xát      | lơi vô thanh  |            | s    | ʃ       | ʃʷ1     | x        | xʷ1      | χ          | χʷ1        |         | h         |
| Xát      | căng vô thanh |            | sː   | ʃː      | ʃːʷ1    | xː       | xːʷ1     | χː         | χːʷ1       |         |           |
| Xát      | hữu thanh     | v ~ w ~ β1 | z    | ʒ       | ʒʷ1     |          |          | ʁ          | ʁʷ1        |         |           |
| Rung     | Rung          |            | r    |         |         |          |          |            |            | ʜ       |           |
| Tiếp cận | Tiếp cận      |            | l    | j       |         |          |          |            |            |         |           |

1. Các phụ âm này do Schulze đưa ra, nhưng không phải Titus.
2. Phụ âm /ʡ/ do Titus đưa ra, nhưng không phải Schulze.
3. Âm này phiên âm là âm tắc thanh hầu (đặt tên là "âm thanh quản thanh hầu" khá mơ hồ bởi cả hai nguồn).
4. Theo Catford (1977) một số phương ngữ có các âm /t͡p, d͡b, t͡pʼ/.[7]

### Nguyên âm
Năm nguyên âm được trình bày là /a, e, i, o, u/. Ba nguyên âm /i, a, u/ có thể được yết hầu hóa dưới dạng /iˤ, aˤ, uˤ/, và cũng có các tha âm vị phía trước của [e, æ, œ].

## Ngữ pháp
Tiếng Lak là một trong số ngôn ngữ Đông Kavkaz với sự phù ứng (agreement) động từ theo ngôi. Nhìn chung, ngôn ngữ này chỉ phân biệt giữa người nói và người không tham gia nói. Tức là, hình vị đánh dấu sự phù ứng giữa ngôi thứ nhất và ngôi thứ hai tương tự nhau.
|     | Số ít         | Số nhiều      |
| --- | ------------- | ------------- |
| 1,2 | -ra           | -ru           |
| 3   | -r / -ri / -∅ | -r / -ri / -∅ |

Các đại từ tự do của tiếng Lak chia thành ngôi thứ nhất và ngôi thứ hai
|   | Số ít     | Số ít     | Số nhiều |
|   | Tuyệt đối | Gián tiếp |          |
| - | --------- | --------- | -------- |
| 1 | na        | tːu-      | žu(-)    |
| 2 | ina       | wi-       | zu(-)    |

## Chữ viết
Cho đến năm 1928, ngôn ngữ này được viết bằng chữ Ả Rập. Sau đó viết bằng chữ Latinh trong mười năm, và kể từ năm 1938 là chữ Kirin.
Ban đầu bảng chữ cái tiếng Lak bằng chữ Kirin gồm có 48 chữ cái, sau đó là 54 chữ cái khi thêm các chữ kép như "тт", "пп", "чч", "хьхь", v.v.:

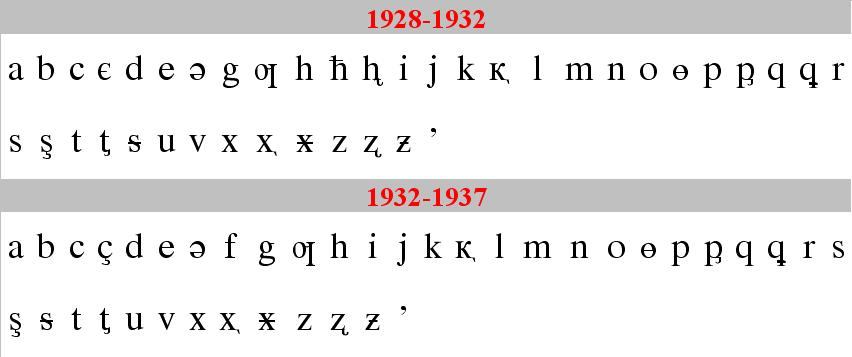
Các bảng chữ cái tiếng Lak lỗi thời bằng chữ Latinh

| А а   | Аь аь | Б б   | В в   | Г г | Гъ гъ | Гь гь | Д д   |
| Е е   | Ё ё   | Ж ж   | З з   | И и | Й й   | К к   | Къ къ |
| Кь кь | Кӏ кӏ | Л л   | М м   | Н н | О о   | Оь оь | П п   |
| Пп пп | Пӏ пӏ | Р р   | С с   | Т т | Тӏ тӏ | У у   | Ф ф   |
| Х х   | Хъ хъ | Хь хь | Хӏ хӏ | Ц ц | Цӏ цӏ | Ч ч   | Чӏ чӏ |
| Ш ш   | Щ щ   | Ъ ъ   | Ы ы   | Ь ь | Э э   | Ю ю   | Я я   |

### Bảng so sánh chữ viết
Biên soạn theo,
| Chữ cái Kirin | Latinh (thập niên 1930) | Ả Rập | IPA      |
| ------------- | ----------------------- | ----- | -------- |
| А а           | A a                     | آ     | [a]      |
| Аь аь         | Ә ә                     | أ     |          |
| Б б           | B b                     | ب     | [b]      |
| В в           | V v                     | و     | [w]~[β]  |
| Г г           | G g                     | گ     | [g]      |
| Гъ гъ         | Ƣ ƣ                     | غ     | [ʁ]      |
| Гь гь         | H h                     | ه     | [h]      |
| Д д           | D d                     | د     | [d]      |
| Е е           | e, Je je                | اه    | [e]      |
| Ё ё           | Jo jo                   | -     |          |
| Ж ж           | Ƶ ƶ                     | ژ     | [ʒ]      |
| З з           | Z z                     | ز     | [z]      |
| И и           | I i                     | اى    | [i]      |
| Й й           | J j                     | ي     | [j]      |
| К к           | K k                     | ک     | [k]      |
| Къ къ         | Q q                     | ڠ     | [q:]     |
| Кк кк         | Kk kk                   | کک    | [k:]     |
| Кь кь         | Ꝗ ꝗ                     | ق     | [q']     |
| КӀ кӀ         | Ⱪ ⱪ                     | ګ     | [k']     |
| Л л           | L l                     | ل     | [l]      |
| М м           | M m                     | م     | [m]      |
| Н н           | N n                     | ن     | [n]      |
| О о           | O o                     | اٶ    | [o]      |
| Оь оь         | Ө ө                     | اۊ    | [oˤ]~[ö] |
| П п           | P p                     | پ     | [p]      |
| Пп пп         | Pp pp                   | پپ    | [p:]     |
| ПӀ пӀ         | Ҏ ҏ                     | ڢ     | [p']     |
| Р р           | R r                     | ر     | [r]      |
| С с           | S s                     | س     | [s]      |
| Сс сс         | Ss ss                   | سس    | [s:]     |
| Т т           | T t                     | ت     | [t]      |
| Тт тт         | Tt tt                   | تت    | [t:]     |
| ТӀ тӀ         | T̨ t̨                     | ط     | [t']     |
| У у           | U u                     | او    | [u]      |
| Ф ф           | F f                     |       |          |
| Х х           | X x                     | خ     | [χ]      |
| Хх хх         | Xx xx                   | خخ    | [χ:]     |
| Хъ хъ         | Ӿ ӿ                     | څ     | [q]      |
| Хь хь         | Ҳ ҳ                     | ݤ     | [x]      |
| Хьхь хьхь     | Ҳҳ ҳҳ                   | ݤݤ    | [x:]     |
| ХӀ хӀ         | ħ                       | ح     | [ħ]      |
| Ц ц           | S̵ s̵                     | ڝ     | [ʦ]      |
| Цц цц         | S̵s̵ s̵s̵                   | ڝڝ    | [ʦ:]     |
| ЦӀ цӀ         | Ⱬ ⱬ                     | ڗ     | [ʦ']     |
| Ч ч           | C c                     | چ     | [ʧ]      |
| Чч чч         | Cc cc                   | چچ    | [ʧ:]     |
| ЧӀ чӀ         | Ç ç                     | ج     | [ʧ']     |
| Ш ш           | Ş ş                     | ش     | [ʃ]      |
| Щ щ           | Şc şc                   | -     | [ʃʷ]     |
| Ъ ъ           | '                       | -     | [ʔ]      |
| Ы ы           | -                       | -     |          |
| Ь ь           | -                       | -     |          |
| Э э           | E e                     | اه    |          |
| Ю ю           | Ju ju, Ө ө              | اۊ    |          |
| Я я           | Ja ja, Ә ә              | أ     |          |
| -             | ⱨ                       | ع     |          |
| -             | є                       | ڃ     |          |